# Schwarzmühle (Hohenburg)
Schwarzmühle ist ein Gemeindeteil von Hohenburg im oberpfälzischen Landkreis Amberg-Sulzbach. Der Einödhof liegt am östlichen Rand des Gemeindegebietes.

## Geschichte
Erste Erwähnungen waren aus Zeiten Karls des Großen über „die Mühle am Schwarzen Berg“. Später wurde dort auch Glas aus dem Bayerischen Wald für Spiegel geschliffen und verarbeitet. Die Gebäude der Spiegelglasschleiferei sind verfallen und wurden zurückgebaut. Anstelle der ehemaligen Getreidemühle wurde 1956 ein Wasserkraftwerk zur Stromerzeugung errichtet.
Die Herz-Jesu Kapelle am Hof wurde 1922 von Therese Schutzbier für die Genesung der Mutter nach schwerer Krankheit gestiftet. Sie ist unter der Nummer D-3-71-129-62 in die Denkmalliste eingetragen.
Vor der Gemeindereform 1972 war Schwarzmühle ein Teil der Gemeinde Adertshausen.

## Radweg
Seit 2020 wird ein Radwegausbau der Gemeinde Hohenburg bis zur Schwarzmühle vorangetrieben.